# Moisé Curia
Moisè Curia (Rossano, 1º gennaio 1991) è un attore italiano.

## Biografia
Sin da bambino si avvicina alla recitazione e al teatro, prendendo parte a svariate rappresentazioni a partire dall'età di 14 anni. Terminati gli studi scolastici a 18 anni si trasferisce a Roma per studiare recitazione presso l'Accademia di arte drammatica Eutheca e successivamente frequenta il Centro sperimentale di cinematografia. Durante questo periodo prende parte a diverse rappresentazioni teatrali: Amleto, Macbeth, La Divina Commedia, Novecento e tanti altri. Nel 2014 debutta in TV con la miniserie televisiva Non è mai troppo tardi, regia di Giacomo Campiotti, e nello stesso anno debutta al cinema nel film La buca al fianco di Sergio Castellitto e Rocco Papaleo per la regia di Daniele Ciprì. 
Sempre nel 2014 raggiunge la notorietà con la serie TV Braccialetti rossi, regia di Giacomo Campiotti in cui interpreta il ruolo di Ruggero. Nel 2015 recita nel sequel della serie TV Braccialetti rossi 2 e sempre nello stesso anno viene scelto dai registi Paolo e Vittorio Taviani per interpretare il ruolo di Panfilo in Maraviglioso Boccaccio; successivamente è protagonista insieme a Francesca Neri nel film La nostra quarantena regia di Peter Marcias. Nel 2016 è protagonista insieme a Stefania Rocca nel film Abbraccialo per me, regia di Vittorio Sindoni con il quale riceve il premio Guglielmo Biraghi - Nastri d'argento 2016 e il premio Vittorio De Sica.
Nel 2018 è fra i personaggi principali del film Uno di famiglia, diretto da Alessio Maria Federici. Dal 2021 entra nel cast della soap opera di Rai 1 Il paradiso delle signore in cui interpreta il ruolo di Marco Di Sant'Erasmo.

## Filmografia

### Cinema
- La buca, regia di Daniele Ciprì (2014)
- Maraviglioso Boccaccio, regia dei Fratelli Taviani (2015)
- La nostra quarantena, regia di Peter Marcias (2015)
- Abbraccialo per me, regia di Vittorio Sindoni (2016)
- Uno di famiglia, regia di Alessio Maria Federici (2018)
- Un confine incerto, regia di Isabella Sandri (2019)
- Ora tocca a noi - storia di Pio la Torre, regia di Walter Veltroni (2023)

### Televisione
- Braccialetti rossi, regia di Giacomo Campiotti - serie TV, 15 episodi (2014-2016)
- Non è mai troppo tardi, regia di Giacomo Campiotti - miniserie TV (2014)
- Provaci ancora prof! 6 - 1º episodio "Passioni sprecate", regia di Enrico Oldoini e Francesca Marra - serie TV (2015)
- I fantasmi di Portopalo, regia di Alessandro Angelini - miniserie TV – voce di Fortunato/Amaran (2017)
- I bastardi di Pizzofalcone - Seconda serie, regia di Alessandro D'Alatri - serie TV (2018)
- Nero a metà, regia di Marco Pontecorvo - serie TV, episodio 8 "Una famiglia tranquilla" (2018)
- Enrico Piaggio - Un sogno italiano, regia Umberto Marino - film TV (2019)
- Pezzi unici, regia Cinzia TH Torrini - serie TV (2019)
- Il paradiso delle signore, regia di Isabella Leoni, Marco Maccaferri, Riccardo Mosca e Francesco Pavolini - soap opera (2021-2023)
- Adorazione regia di Stefano Mordini - serie TV, episodio 1x03 (2024)
- Maria Corleone (seconda stagione), regia di Mauro Mancini - serie TV (2025)

### Cortometraggi
- Bagaglio in eccesso, regia di Mariachiara Manci (2015)

## Teatro
- Pinocchio, regia, di Imma Guarasci (2009)
- Futurismoritifù, regia, di Imma Guarasci (2009)
- Divina Commedia, regia di Giancarlo Fares (2010)
- Le baccanti, regia di Cristina Pedetta (2010)
- Trilogia della villeggiatura, regia di Federica Tatulli (2010)
- Esercizi di stile, regia di Andrea Posca (2010)
- I cavalieri, regia, di I. Guarasci (2010)
- Sogno di una notte di mezza estate, regia di Federica Tatulli (2012)
- Rosencrantz e Guildestern sono morti di Tom Stoppard, regia di Ian Sutton (2011)
- Tradire tradimenti, regia di Giancarlo Fares (2011)
- Domanda di matrimonio di Anton Čechov, regia di Claudio Spadola (2011)
- La tempesta, regia di Craig Peritz (2011)
- Così è... ma non pare, regia di Giancarlo Fares (2012)
- L'inavvertito, regia di Enzo Aronica (2012)
- Santa Giovanna, regia di Federica Tatulli (2013)
- Storie, canti e balli regia di Odin Teatret (2013)
- Novecento, regia di Moisé Curia (2014)
- Chet, un angelo mancato, regia di Clarizio Di Ciaula (2015)
- Anche gli angeli hanno le ali, regia di Moisé Curia (2016)
- Il terzo round, regia di Clarizio Di Ciaula (2016)

## Premi
- 2012: Premio della critica presso il Festival del monologo di Rogliano
- 2015: Menzione speciale Kinèo Giovani Rivelazioni - Venezia 72ª
- 2015: RdC Awards - attore rivelazione
- 2016: Nastri d'argento - Premio Guglielmo Biraghi per Abbraccialo per me
- 2016: Premio Vittorio De Sica